# Êban Y Phu
Êban Y Phu (sinh năm 1959) là chính trị gia người Việt Nam, sắc tộc Êđê. Ông nguyên là Bí thư Tỉnh ủy Đắk Lắk.

## Tiểu sử
Êban Y Phu sinh năm 4-6-1959. Quê quán: Xã Ea Na, huyện Krông Ana, tỉnh Đắk Lắk.
Từng làm phó chỉ huy trưởng huyện đội Krông Ana sau đó làm phó chỉ huy trưởng Bộ Chỉ huy Quân sự tỉnh. Ủy viên Ủy ban nhân dân tỉnh Đắk Lắk nhiệm kì 2004-2011, Ủy viên Ban thường vụ tỉnh ủy Đắk Lắk, Chỉ huy trưởng Bộ Chỉ huy Quân sự tỉnh Đắk Lắk.
Ngày 24 tháng 9 năm 2015, tại Hội nghị Ban Chấp hành Đảng bộ tỉnh Đắk Lắk lần thứ 38, Êban Y Phu, Phó Bí thư Thường trực tỉnh ủy Đắk Lắk được Ban Chấp hành Đảng bộ tỉnh Đắk Lắk bầu giữ chức Bí thư Tỉnh ủy Đắk Lắk nhiệm kì 2010-2015 thay ông Niê Thuật được Ban Chấp hành Trung ương Đảng Cộng sản Việt Nam điều động làm Phó trưởng Ban Chỉ đạo Tây Nguyên Việt Nam của Trung ương Đảng Cộng sản Việt Nam.
Ngày 14 tháng 10 năm 2015, Tại đại hội đại biểu đảng bộ Đảng Cộng sản Việt Nam tỉnh Đắk Lắk lần thứ 16, Êban Y Phu tái đắc cử Bí thư Tỉnh ủy Đắk Lắk nhiệm kì 2015-2020, ba Phó bí thư là Y Biêr Niê, Phạm Ngọc Nghị và Phạm Minh Tấn. Lúc này ông đang là Phó Bí thư Thường trực Tỉnh ủy Đắk Lắk.
Ngày 01 tháng 07 năm 2019 ông nghỉ hưu theo chế độ.